# Arvicola
Arvicola és un gènere de mamífers rosegadors de la família dels cricètids. És un gènere de distribució eurasiàtica, denominades rates d'aigua o rates toperes, de costums semiaquàtics i subterranis.

## Taxonomia
- Arvicola amphibius (Linné, 1758).
- Arvicola sapidus (Miller, 1908).
- Arvicola scherman (Shaw, 1801).